# Edemir Rodríguez
Edemir Rodríguez Mercado (Santa Cruz de la Sierra; 21 de octubre de 1984) es un futbolista boliviano que juega como defensa.
Comenzó su carrera en Real Potosí el 2004, luego de siete temporadas se marchó al Bolívar en 2011, donde pasó dos años, antes de firmar con el club azerbaiyano FK Baku.

## Selección nacional

### Selección absoluta
El 20 de junio de 2007 debutó con la selección de Bolivia en un encuentro amistoso frente a Paraguay.

## Clubes
| Club              | País       | Año         |
| ----------------- | ---------- | ----------- |
| Real Potosí       | Bolivia    | 2004 - 2010 |
| Bolívar           | Bolivia    | 2011 - 2012 |
| FK Baku           | Azerbaiyán | 2012 - 2013 |
| Bolívar           | Bolivia    | 2013 - 2018 |
| San José          | Bolivia    | 2019        |
| Always Ready      | Bolivia    | 2020 - 2021 |
| Wilstermann       | Bolivia    | 2022        |
| Real Santa Cruz   | Bolivia    | 2023        |
| Oriente Petrolero | Bolivia    | 2023 - 2024 |

## Palmarés

### Títulos nacionales
| Título           | Club         | País    | Año             |
| ---------------- | ------------ | ------- | --------------- |
| Primera División | Real Potosí  | Bolivia | Apertura 2007   |
| Primera División | Bolívar      | Bolivia | Adecuación 2011 |
| Primera División | Bolívar      | Bolivia | Apertura 2014   |
| Primera División | Bolívar      | Bolivia | Clausura 2015   |
| Primera División | Bolívar      | Bolivia | Apertura 2017   |
| Primera División | Bolívar      | Bolivia | Clausura 2017   |
| Primera División | Always Ready | Bolivia | Apertura 2020   |